# Línea A (Metro de Los Ángeles)
La Línea A del Metro de Los Ángeles es una línea de tren ligero de 79.7 km (49.5 millas) cuyo recorrido se extiende desde la ciudad de Long Beach, el centro de Los Ángeles, Pasadena y Azusa en el norte del Condado de Los Ángeles, California. La línea abrió el 14 de julio de  1990, siendo la primera línea de Metro. Es la tercera línea más usada con un estimado de 22.38 millones de cotidianos al año. Es operada por la Autoridad de Transporte Metropolitano del Condado de Los Ángeles.
Originalmente era conocida como Línea Azul (Blue Line), pero en 2018 Metro aprobó cambiar el nombre de sus líneas de tren utilizando un esquema basado en letras, la línea Azul (Blue) sería ahora la línea A, el cambio de nombre se aplicó el miércoles 8 de enero de 2020.

## Historia
La ruta de la línea A sigue la ruta antigua del servicio Trolley Long Beach de Pacific Electric, esta ruta operó desde 1902 hasta su cierre en 1961. La línea A se inauguró por Metro el 14 de julio de 1990, teniendo un costo total de $877 millones, su tramo inicial comprendía entre las estaciones Pico y Anaheim Street, meses después se alargó hacia el centro de Long Beach mediante un circuito circular inaugurado el 1 de septiembre de 1990, la ruta corre de norte a sur. El 15 de febrero de 1991 se inauguró la que sería su terminal norte durante 32 años, 7th Street/Metro Center en el centro de Los Ángeles, en este punto conecta con las líneas D, B y E, además tiene un intercambio con la Línea C en la estación de Willowbrook en el sur de Los Ángeles.
El 16 de junio de 2023 se completó el proyecto Regional Connector en el centro de Los Ángeles. Este proyecto comprende un nuevo túnel que extenderá las líneas A y E desde la estación 7th Street/Metro Center hasta la estación Little Tokyo/Arts District. Tras finalizar este proyecto, Metro decidió eliminar el servicio de la línea L y remplazarla con la línea A hacia entre las estaciones Little Tokyo/Arts District y APU/Citrus College. La línea A continúa el viaje desde su antigua terminal en 7th Street/Metro Center por el nuevo túnel llegando a Union Station, comprendiendo un solo viaje desde Long Beach hasta Pasadena y Azusa, pasando por el Centro de Los Ángeles sin tener que transferir entre líneas.

### Foothill Extension
Desde el 26 de junio de 2010, Metro tiene el proyecto Gold Line Extension o más conocido como Foothill Extension, estre proyecto comprendía la extensión de la línea A. La primera fase de la extensión comprendía desde la estación Sierra Madre Villa hasta la estación APU/Citrus College en Azusa, tramo que fue inaugurado el 5 de marzo de 2016 aún como línea L (Gold).
La segunda fase del proyecto comprende desde APU/Citrus College (Azusa) hasta Montclair, debido a la falta de fondos se planea inaugurar esta fase en dos partes, la primera parte comprende el tramo desde APU/Citrus College (Azusa) hasta Pomona, con fecha estimada de apertura para 2025, mientras que la segunda parte comprende las estaciones de Claremont y Montclair con una fecha estimada de finalización en 2028. 
En 2028, una vez que la extensión completa de 12,3 millas (19,8 km) sea finalizada, se convertirá en la ruta más extensa de tren ligero en el mundo con una longitud en su ruta de 61,8 millas (99,5 km), sobrepasando la ruta del Tranvía costero belga en Bélgica.

## Estaciones
| Estación                   | Conexiones | Apertura                | Ciudad             |
| -------------------------- | --- | ----------------------- | ------------------ |
| Montclair                  | Metrolink | 2030                    | Montclair          |
| Claremont                  | Metrolink | 2030                    | Claremont          |
| Pomona North               | Metrolink | 2025                    | Pomona             |
| La Verne/Fairplex          | | 2025                    | La Verne           |
| San Dimas                  | | 2025                    | San Dimas          |
| Glendora                   | | 2025                    | Glendora           |
| APU/Citrus College         | | 5 de marzo de 2016      | Azusa              |
| Azusa Downtown             | | 5 de marzo de 2016      | Azusa              |
| Irwindale                  | | 5 de marzo de 2016      | Irwindale          |
| Duarte/City of Hope        | | 5 de marzo de 2016      | Duarte             |
| Monrovia                   | | 5 de marzo de 2016      | Monrovia           |
| Arcadia                    | | 5 de marzo de 2016      | Arcadia            |
| Sierra Madre Villa         | | 26 de julio de 2003     | Pasadena           |
| Allen                      | | 26 de julio de 2003     | Pasadena           |
| Lake                       | | 26 de julio de 2003     | Pasadena           |
| Memorial Park              | | 26 de julio de 2003     | Pasadena           |
| Del Mar                    | | 26 de julio de 2003     | Pasadena           |
| Fillmore                   | | 26 de julio de 2003     | Pasadena           |
| Mission                    | | 26 de julio de 2003     | South Pasadena     |
| Highland Park              | | 26 de julio de 2003     | Los Ángeles        |
| Southwest Museum           | | 26 de julio de 2003     | Los Ángeles        |
| Heritage Square            | | 26 de julio de 2003     | Los Ángeles        |
| Lincoln/Cypress            | | 26 de julio de 2003     | Los Ángeles        |
| Chinatown                  | | 26 de julio de 2003     | Los Ángeles        |
| Union Station              | Union Station - North Hollywood Union Station - Wilshire/Western El Monte Station - Pacific/21st Metro Rapid: 720                                  | 26 de julio de 2003     | Los Ángeles        |
| Little Tokyo/Arts District | Downtown Santa Monica - Atlantic | 16 de junio de 2023     | Los Ángeles        |
| Historic Broadway          | Downtown Santa Mónica - Atlantic | 16 de junio de 2023     | Los Ángeles        |
| Grand Av Arts/Bunker Hill  | Downtown Santa Monica - Atlantic El Monte Station - Pacific/21st                                                                                   | 16 de junio de 2023     | Los Ángeles        |
| 7th Street/Metro Center    | Union Station - North Hollywood Union Station - Wilshire/Western Downtown Santa Monica - Atlantic El Monte Station - Pacific/21st Metro Rapid: 720 | 15 de febrero de 1991   | Los Ángeles        |
| Pico                       | Downtown Santa Monica - Atlantic El Monte Station - Pacific/21st                                                                                   | 14 de julio de 1990     | Los Ángeles        |
| Grand/LATTC                | El Monte Station - Pacific/21st | 14 de julio de 1990     | Los Ángeles        |
| San Pedro Street           | | 14 de julio de 1990     | Sur de Los Ángeles |
| Washington                 | | 14 de julio de 1990     | Sur de Los Ángeles |
| Vernon                     | | 14 de julio de 1990     | Sur de Los Ángeles |
| Slauson                    | | 14 de julio de 1990     | Sur de Los Ángeles |
| Florence                   | | 14 de julio de 1990     | Florence-Graham    |
| Firestone                  | | 14 de julio de 1990     | Florence-Graham    |
| 103rd Street/Watts Towers  | | 14 de julio de 1990     | Watts              |
| Willowbrook/Rosa Parks     | Norwalk - Redondo Beach | 14 de julio de 1990     | Willowbrook        |
| Compton                    | | 14 de julio de 1990     | Compton            |
| Artesia                    | | 14 de julio de 1990     | Compton            |
| Del Amo                    | | 14 de julio de 1990     | Carson             |
| Wardlow                    | | 14 de julio de 1990     | Long Beach         |
| Willow Street              | | 14 de julio de 1990     | Long Beach         |
| Pacific Coast Highway      | | 14 de julio de 1990     | Long Beach         |
| Anaheim Street             | | 14 de julio de 1990     | Long Beach         |
| 5th Street                 | | 1 de septiembre de 1990 | Long Beach         |
| 1st Street                 | | 1 de septiembre de 1990 | Long Beach         |
| Downtown Long Beach        | | 1 de septiembre de 1990 | Long Beach         |
| Pacific Avenue             | | 1 de septiembre de 1990 | Long Beach         |